# Stolnica v St. David'su
Stolnica svetega Davida (valižansko Eglwys Gadeiriol Tyddewi) je v St David'su v okrožju Pembrokeshire na najbolj zahodni točki Walesa.

## Zgodovina
Samostansko skupnost je ustanovil sveti David, opat iz Menevie, ki je umrl leta 589. Med letoma 645 in 1097 so skupnost večkrat napadli plenilci, tudi Vikingi. Samostanska skupnost St. David's je bila versko in intelektualno središče, ki jo je kralj Alfred poklical na pomoč pri obnovi intelektualnega življenja Kraljevine Wessex. Mnogo škofov so umorili plenilci in roparji, tudi škofa Moregenaua leta 999 in škofa Abrahama leta 1080. Kamen, ki označuje njegov grob, je znan kot Abrahamov kamen. Ima zapleteno vklesane zgodnje keltske simbole. Razstavljen je v stolnici v Porth-y-Tŵru.
Leta 1081 je Viljem Osvajalec obiskal St. David's, da bi molil in ga s tem priznal kot sveto in spoštovano mesto. Leta 1089 je bilo svetišče razdejano in predmeti iz plemenitih kovin odneseni. Leta 1090 je valižanski učenjak Rhigyfarch v latinščini napisal Življenje Davida in poudarjal Davidovo svetost, s čimer se je začel njegov skoraj kultni status.
Leta 1115 je z območja, ki je bilo pod nadzorom Normanov, kralj Henrik I. imenoval škofa Bernarda za škofa St. David'sa. Začel je izboljševati življenje skupnosti in začel gradnjo nove stolnice. Leta 1123 je papež Kalist II. ugodil prošnji škofa Bernarda, da St. David'su podeli papeški privilegij, zaradi česar je postal romarsko središče v zahodnem svetu. Papež je odredil, da sta "dve romanji v St. David's enaki enemu v Rim in tri romanja enemu v Jeruzalem".  Nova stolnica je bila hitro zgrajena in škof Bernard jo je posvetil leta 1131. Henrik II. jo je obiskal leta 1171 in uvidel, da jo je treba povečati.
Sedanjo stolnico so začeli graditi leta 1181 in je bila kmalu končana. Z novo stavbo so imeli velike težave: leta 1220 je propadel nov stolp, 1247/48 pa jo je prizadel potres.
Pod škofom Gowerjem (1328–1347) so stolnico še naprej spreminjali s korno pregrado in škofovsko palačo, ki naj bi stalno  opominjali na episkopat (palača je danes slikovita ruševina).
Leta 1365 sta škof Adam Houghton in Janez Gentski začela graditi kolidž svete Marije (St. Mary College) in poseben sklad  (chantry je oblika skrbniškega sklada v predreformaciji srednjeveške dobe v Angliji za zaposlitev enega ali več duhovnikov za petje v korist duše pokojnika, po navadi donatorja, ki je ustanovil chantry, po njegovi smrti), nato je dodal križni hodnik in ga povezal s stolnico. 
V obdobju episkopa Edwarda Vaughana (1509–1522) so zgradili kapelo svete Trojice s pahljačastim obokom (pravijo, da je dobil navdih v kapeli Kraljevega kolidža v Cambridgeu). V tem obdobju se je zelo spremenila ladja, streha in strop iz irskega hrasta sta bila zgrajena med letoma 1530 in 1540. Škof Barlow je v primerjavi s svojim predhodnikom želel zatreti malikovanje Davida, leta 1538 je odstranil iz svetišča svetega Davida dragulje in zaplenil relikvije svetega Davida in svetega Justinijana, da bi preprečil "vraževerje". Leta 1540 je bil Edmund Tudor, grof Richmondski in oče Henrika VII., ko je bil opuščen samostan Greyfriars v Carmarthenu, pokopan pred glavnim oltarjem.
Razpad monarhije in ustanovitev Commonwealtha Anglije pod Oliverjem Cromwellom je zelo vplival na mnoge stolnice in cerkve, še posebej je to občutil St. David's. Cromwellove sile so uničile stolnico, s strehe škofovske palače je bil odstranjen svinec.

## Stolnica danes
Valižanski arhitekt John Nash je dobil naročilo za obnovitev zahodnega pročelja leta 1793, da bi popravili škodo, narejeno pred 200 leti. Eklektični slog (z gotskimi in poznogotskimi lastnostmi, pripisujejo jih deloma  uničenju oken v kapeli kolidža, da bi krogovičje ponovno uporabili za zahodno pročelje) se je kmalu pokazal za podstandardno delo (kot njegovo prejšnje delo kapiteljske dvorane). V enem stoletju je Nashevo zahodno pročelje postalo nestabilno in celotno stavbo je moral obnoviti George Gilbert Scott med letoma 1862 in 1870. Marijina kapela je bila obnovljena z javnim vpisom leta 1901, vzhodne kapele so bile obnovljene z zapuščino grofice Maidstone med letoma 1901 in 1910.
Stolnica in celotna Cerkev v Walesu je doživela bolečo ločitev od države leta 1923. Škofija je postala manjša po odcepitvi arhidiakonata v Brecon, ko je nastala nova škofija Swansea in Brecon. Škofija St. David's je začela nazadovati kot središče škofije, saj nikjer v bližini ni bilo središča – škofijska rezidenca je bila v Carmarthenu od 16. stoletja, zato sta se uprava in središče škofije iz stolnice preselila v največje mesto škofije.
V 1950-ih je bil častiti Carl Witton-Davies imenovan za dekana pri 30-ih, a sta bili njegova vizija in energija kratkotrajni, ker so ga hoteli imenovati za arhidiakona v Oxfordu, a ni zapustil položaja in je preostanek svoje službe namenil cerkvi. Stolnica je spet začela živeti in slavni valižanski mladi romarji iz St. David'sa (Cymry'r Groes) so dali cerkvi nov zagon in cerkev v Walesu jim z navdahnjenimi duhovniki sledi že desetletje.
V 1960-ih je bil obnovljen kolidž svete Marije kot stolnična dvorana za uporabo v stolni župniji in kot prostor za likovne razstave in pesniška branja. Posvetil jo je nadškof Edwin Morris leta 1966. Ob odptju so brali poezijo priznanega valižanskega pesnika R. S. Thomasa, ki je bil kaplan v škofiji Bangor.
V 1980-ih je število uradnih dogodkov v stolnici krojilo življenje: leta 1981 je Charles, valižanski princ, obiskal praznovanje 800. obletnice posvetitve stolnice; na veliki četrtek 1982 je kraljica Elizabeta II. razdelila ob stolnici miloščino (royal maundy) (bogoslužje v Angliji v cerkvi, ki poteka na veliki četrtek, dan pred velikim petkom. Ob tem britanski monarh ali kraljevi uradnik slovesno razdeli majhne srebrne kovance, znane kot "moundy money" ali "queen's maundy money", kot simbolno miloščino starejšim). Prvič je slovesnost potekala zunaj Anglije. V letih 1989-90 so praznovali 1400. obletnico smrti svetega Davida, praznovanje je vodil nadškof Walesa George Noakes, ki je bil tudi škof v St. David'su.
Desetletja pred letom 2000 so bila najopaznejša v zgodovini stolnice od njene gradnje. Prvič se je britanska vlada odločila, da ponovno dodeli naslov "mesto" St. David'su, kar je uradno podelila kraljica Elizabeta II. 1. junija 1995. V ta namen je imel dekan, častiti Wyn Evans, imenovan v letu 1994, ogromno dela: nove orgle so bile nujno potrebne in zahodno pročelje je bilo potrebno obsežne obnove. Bil je tudi čas, da je stolnica vlagala v svojo prihodnost z ustvarjanjem centra za obiskovalce v zvoniku, povečala število zvonov iz osem na deset in dokončala obnovo križnega hodnika za korom stolnice, zakristijo, uredila prostore za izobraževanje, sobe za župnijo ter refektorij kot opomnik na samostanske začetke. Prvi projekt je bila obnova zahodnega pročelja z izvirnim kamnom, za kar so ponovno odprli kamnolom Caerbwdi Bay. To je bilo končano leta 1998. Orgle je bilo treba razstaviti in ponovno zgraditi (delavnica Harrison in Harrison iz Durhama). Orgle so bile končane sredi leta 2000 in posvečene 15. oktobra istega leta.
Zvonove so ulili v Whitechapel Bell Foundry v Londonu in bili darilo ameriških prijateljev. Obnova križnega hodnika v izobraževalni center in reflektorija se je začela leta 2003 in je bila končana maja 2007. Wyn Evans je postal škof, Jonatan Lean pa leta 2009 dekan.
Zvonovi niso viseli v osrednjem stolpu stolnice, ampak v starem vhodnem poslopju, Porthu y Twru. Je 10 zvonov, največji tehta 24 stotov, 3 četrtine funta in 25 funtov, je v intonaciji D.
Obnovljeno svetišče je bilo predstavljeno in ponovno posvečeno, posvetitev je vodil častiti Wyn Evans, škof St. David'sa, na zborovski evharistiji na dan svetega Davida leta 2012. 

## Življenje stolnice
V stolnici so vsaj tri bogoslužja ali petje dnevno vsak teden s petjem v petih od sedmih dni.
Stolnični pevski zbor St. David's je bil prvi zbor v Združenem kraljestvu, sestavljen iz žensk in moških kot glavni zbor namesto fantov in moških.  Mnogi napačno mislijo, da je bilo to v stolnici v Salisburyju, v kateri so tudi poznali mešani zbor. V St. David'su pa so bila dekleta "glavne" pevke. Imajo tudi deški zbor, katerega tedensko petje je velik dogodek v stolnici. Redno pojejo koral z vikarji.
Festival St. David's poteka med binkoštnimi šolskimi počitnicami. Udeleži se ga nekaj najboljših svetovnih izvajalcev. Profesionalni izvajalci in mladi igrajo pred tisoči poslušalcev. Stolnični zbor je vrhunec in zelo priljubljen koncert. Festivalski zbor in orkester skleneta festival.

## Lokalne legende
Iz časa Geralda Valižanskega (Giraldus Cambrensis) je znana nenavadna zgodba o marmorni brvi, ki je vodila od cerkve čez potok Alun v St. David'su. Marmorni kamen se je imenoval Llechllafar ('govoreči kamen'), ker je nekoč spregovoril, ko so čezenj prenesli truplo na pokopališče za pokop. Govor je povzročil, da se je brv porušila kljub svoji velikosti, dolga je bila 10 čevljev, široka 6 in debela 1. Ta most je bil iztrošen zaradi svoje starosti in tisočev ljudi, ki so hodili po njem, vendar je bilo vraževerje tako veliko, da trupel niso več nosili čezenj. Ta starodavni most so zamenjali v 16. stoletju in danes kraj ni znan.
Druga legenda pravi, da je Merlin prerokoval na brvi Llechllafar smrt angleškemu kralju, osvajalcu Irske, ki ga je ranil moški z rdečo roko. Kralj Henrik II. je šel na romanje v St. David's, ko je prišel iz Irske in slišal prerokbe. Prečkal je brv, a nič se ni zgodilo. Hvalil se je, da je Merlin lažnivec, pa so nekateri opazovalci odgovorili, da kralj ni osvojil Irske in zato zanj prerokba ni veljala.  To je bilo res, saj Henrik ni nikoli osvojil celotne Irske. .

## Grobnice
- Rhys ap Gruffydd – vladar kraljestva Deheubarth v južnem Walesu od 1155 do 1197,
- Gerald of Wales – (okoli 1146–okoli 1223) je bil kambrijsko-normanski arhidiakon za Brecon in zgodovinar,
- Thomas Fastolf – (umrl junija 1361) je bil angleški kanonski odvetnik in škof St. David'sa  od 1352 do svoje smrti,
- Adam Houghton – (umrl 13. februarja 1389), znan tudi kot Adam de Houghton, je bil škof St. David'sa od 1361 do svoje smrti in lord kancler Anglije od 1377 do 1378,
- Edward Vaughan (škof) – (umrl 1522) je bil valižanski škof St. David'sa, pomemben za gradbena dela v svoji škofiji,
- Benedict Nichols – (umrl 25. junija 1433) je bil duhovnik in škof rimskokatoliške cerkve, zaporedoma župnik v Angliji, kanonik v stolnici v Salisburyju, škof Bangorja in škof St. David'sa v Walesu,
- Edmund Tudor, 1. grof Richmondski – (11. junij 1431–3. november 1456), znan tudi kot Edmund Hadhamski (valižansko Edmund Tudor), je bil oče kralja Henrika VII. in član družine Tudor Penmynydd v severnem Walesu.

## Orgle
Specifikacijo orgel je mogoče najti v državnem orgelskem registru. 